# Scuola di specializzazione
Una scuola di specializzazione in Italia è un corso universitario successivo alla laurea che ha lo scopo di formare professionisti detti specialisti. Al termine del percorso formativo viene rilasciato il Diploma di specializzazione in quel settore.
Le scuole di specializzazione sono dell'area sanitaria (per medici, biologi, farmacisti), dell'area veterinaria, dell'area dei beni culturali, dell'area psicologica e dell'area delle professioni legali (per le professioni di magistrato, avvocato e notaio).